# 鹿野優以
鹿野 優以（かの ゆい、1983年12月22日 - ）は、日本の女性声優、ナレーター。東京都墨田区出身。青二プロダクション所属。

## 来歴
15歳のとき、当時放送されていた『子安・氷上のゲムドラナイト』で行われたシナリオ大賞に応募し、グランプリを獲得。作品は『大正浪漫雑記帳』（1998年9月2日発売）としてドラマCD化され、自身もガヤとして参加した。
元々デザインを学びたく、高校時代もデザインの勉強ができるところに通っていた。しかし、才能がなく、途中で断念してしまった。その時に雑誌でアミューズメントメディア総合学院の説明会の記事を見て、そこに当時好きだった映画に声をあてている好きな役者が来るため、興味本位で参加。その時、現場に集まった人物たちの熱意がすごく「すごい、なんだこの世界は!?」と驚いてしまった。「自分が目指していたデザインの世界以外にも、こんなに人を夢中にさせる世界があったんだ」と思ったのがきっかけで声優を目指した。結局その後、高校3年生の時、元クラスメイトで親友であった加藤英美里を誘って行ったアミューズメントメディア総合学院声優タレント学科に一緒に入学。見学をしていた時も｢良い顔で演技してるね、楽しそうだった｣と言われたという。在学中、文化放送のラジオ番組『純子と涼のアシタヘストライク!』の初代アシスタントに起用される。これが青二プロダクションの目にとまり、後に同事務所に所属するきっかけとなった。アミューズメントメディア総合学院を卒業後、ラジオパーソナリティやナレーターなどを務める一方、生計のためにアルバイトもこなしていた。
2005年6月にNHK教育で放送された『あしたをつかめ 平成若者仕事図鑑 第46回声優』にジュニア（新人）声優として出演。また、同年より『ラジオどっとあい 鹿野優以の人生仁王立ち!』、『アクターズゲイト2+81』、『おしゃべりやってまーす水曜日』、『集まれ昌鹿野編集部』などにレギュラー出演。
2006年、テレビアニメ『すもももももも〜地上最強のヨメ〜』の九頭竜もも子役で初めてヒロインを演じ、第1回「声優アワード」（2007年）での新人女優賞受賞に繋がった。
『集まれ昌鹿野編集部』のコーナーをきっかけにCDデビューを果たし、2008年12月28日には同ラジオの企画により、神戸新聞松方ホールにてデビューライブを開催した。
2013年4月、超!A&G+にて生放送番組『A&G Girls Project Trefle』の司会に起用されると同時に、番組ユニットTrefleメンバーに参加する。2015年3月で9年パーソナリティを務めてきた『集まれ昌鹿野編集部』が終了した。

## 人物
公式プロフィール上では茶道、華道、琴演奏、歌が特技とされている。加藤英美里とは高校以来の友人であり、高校在学中に一緒にバンド（4人編成）を組んだこともある。ベースとキーボードを担当し、ドラムは加藤が担当していた。趣味は映画鑑賞、読書、自転車での散歩、化粧。
横浜DeNAベイスターズのファン。
所属が同じ板東愛、山口繭、吉川未来と結成したユニット「ユメユラ」ではリーダーを務める。また2013年に結成された声優ユニット「Trefle」では、チーフマネージャーを務める。

## 出演
太字はメインキャラクター。

### テレビアニメ
2004年
- サムライガン（女将、女性）
- DearS（男の子）
- ボボボーボ・ボーボボ（カンガルー、ナースバビロン）
- リングにかけろ1（河合のファン）

2005年
- ガラスの仮面（アユミの取り巻き、係員）
- D.C.S.S. 〜ダ・カーポ セカンドシーズン〜（女子生徒、男の子）
- ちびまる子ちゃん（女の子、床屋の店員）
- ピーチガール（女子高生）
- 冒険王ビィト エクセリオン（メイド）

2006年
- 怪 〜ayakashi〜「天守物語」（女郎花、お考）
- 神様家族（女子生徒、ナース、店員）
- 銀魂（エロメス、まるで堕天使なお侍）
- 恋する天使アンジェリーク〜心のめざめる時〜（パド）
- すもももももも〜地上最強のヨメ〜（九頭竜もも子）
- 出ましたっ!パワパフガールズZ（ヨーヨーの女の子）
- NIGHT HEAD GENESIS（花岡早苗）
- ひまわりっ!（2006年 - 2007年、モモ太、卸屋筆乃子、わび助） - 2シリーズ
- 貧乏姉妹物語（アイダさん 他）
- BLACK LAGOON The Second Barrage（子供たち）
- 夢使い（浜地恵）
- リリとカエルと(弟)（係のお姉さん）

2007年
- CLAYMORE（カルラ、パメラ、ゼルダ）
- ゲゲゲの鬼太郎（第5作）（女性、女の子）
- 少年陰陽師（女房〈ニ〉）
- はたらキッズ マイハム組（ユリ）
- ふしぎ星の☆ふたご姫 Gyu!（クレソンの孫娘）
- らき☆すた（宮河ひかげ）

2008年
- CLANNAD 〜AFTER STORY〜（ユキ）
- 素敵探偵ラビリンス（信濃晴嵐〈少年〉、アナウンサー）
- 隠の王（天立和穂）
- ねぎぼうずのあさたろう（茶屋の娘）
- のらみみ（三角定規の少女）
- 秘密 〜The Revelation〜（アナウンサー、TVナレーター、キャスター女、甘味処店員、ニュースキャスター、幽霊、女子アナ 他）
- 魍魎の匣（女生徒A、看護婦A、女給B、少年、通行人）
- 我が家のお稲荷さま。（佐倉美咲）

2009年
- 青い文学シリーズ「桜の森の満開の下」（女房A、女2）
- クイーンズブレイド（イルマ） - 2シリーズ
- 鋼殻のレギオス（ダルシェナ・シェ・マテルナ）
- 戦場のヴァルキュリア（イーディ・ネルソン）
- 宇宙をかける少女（昴白夜、お松）
- ONE PIECE（2009年 - 、イシリー、チャオ、ローの母、シャーロット・マルニエ、レディツリー、シャーロット・カスタード、シャーロット・フユメグ、バン・ドデシネ女王 他） - 1シリーズ + 特別編2作

2010年
- メタルファイト ベイブレード 爆（セレン・グレイシー）

2011年
- うさぎドロップ（後藤）
- GOSICK -ゴシック-（セシル・ラフィット）
- バトルスピリッツ 覇王（シン子）
- メタルファイト ベイブレード 4D（セレン・グレイシー）

2012年
- 咲-Saki- 阿知賀編 episode of side-A（白水哩）
- SKET DANCE（堀井佳奈子）
- メタルファイト ベイブレード ZEROG（セレン・グレイシー）

2013年
- ステラ女学院高等科C3部（生徒会長）

2014年
- サザエさん（青木千佳）

2015年
- ドラゴンボール超（女性、司会者、キャスター）

2016年
- 美少女戦士セーラームーンCrystal（風紀委員）

2020年
- D4DJ First Mix（ピアノ教師）

2023年
- 七つの大罪 黙示録の四騎士（孫）

2024年
- 忍ばない!クリプトニンジャ咲耶（結）

### 劇場アニメ
- ONE PIECE THE MOVIE カラクリ城のメカ巨兵（2006年、町人）
- HELLS ANGELS（2008年、ファントマ[16]）
- ONE PIECE FILM Z（2012年、プリン）

### OVA
- イリヤの空、UFOの夏（2005年、水島）
- がくえんゆーとぴあ まなびストレート!（2007年、番頭の娘）
- 聖闘士星矢 冥王ハーデスエリシオン編（2008年、妖精）
- 魔法先生ネギま! 〜もうひとつの世界〜（2009年、電子精霊B）
- SUPERNATURAL: THE ANIMATION（2011年、キム）
- 戦場のヴァルキュリア3 誰がための銃瘡（2011年、イーディ・ネルソン）
- ヴァンキッシュド・クイーンズ 新妻夢散（2014年、イルマ）

### Webアニメ
- めぐみ（2008年）
- スーパーショートコミックス（2015年、女性店員）
- 美少女戦士セーラームーンCrystal（2015年、シスター）

### ゲーム
2004年
- Memories Off 〜それから〜（リナの母、留守番電話アナウンス）

2005年
- 機動戦士ガンダム0079カードビルダー（セシル・メディチ）
- サモンナイトエクステーゼ 夜明けの翼（ミミ）
- テイルズ オブ レジェンディア（メルネス、煌髪人女）
- 卒業 Next Graduation / 2nd Generation（2005年 - 2006年、加藤結夏） - 2作品
- 冒険王ビィト ダークネスセンチュリー（女の子、男の子）

2006年
- CLANNAD（ユキ）
- SIMPLE2500シリーズ Portable!! Vol.2 THE テニス
- THE ロボットつくろうぜっ! 激闘!ロボットファイト（桐原エリス、朝岡エミリ）
- ときめきメモリアル Girl's Side 2nd Kiss（美術部部長）
- ファンタジーアース ゼロ（エリス）
- メガミの笑壺（セレブ女神、へきわろママ、だるい弁天、ゴスロリ少女）
- Riviera 〜約束の地リヴィエラ〜（ノノ、マーシャ）
- Le Ciel Bleu 〜ル・シエル・ブルー〜（ジョカ）
- ルーンファクトリー -新牧場物語-（ロゼッタ、ニコル）
- レッスルエンジェルス SURVIVOR（ダイナマイト・リン、ザ・USA 、カレン・ニールセン）

2007年
- 株トレーダー瞬（桐神楽花子）
- 銀魂 万事屋ちゅ〜ぶ ツッコマブル動画（エロメス）
- すもももももも〜地上最強のヨメ〜 継承しましょ!? 恋の花ムコ争奪戦!!（九頭竜もも子）
- 真・三國無双Online（プレイヤーボイス）
- 翡翠の雫 緋色の欠片2（春日珠紀）
- VitaminX（斑目葉月）
- Wonderland ONLINE（アイリーン）

2008年
- 戦場のヴァルキュリア（イーディ・ネルソン、ラミィ・クレメント、モントリィ・レオナール）
- らき☆すた 〜陵桜学園 桜藤祭〜（宮河ひかげ、シャドウ）
- SIMPLE DSシリーズ Vol.44 THE ギャル麻雀（逸茂げんき）
- ルーンファクトリー フロンティア（ロゼッタ）
- レッスルエンジェルス SURVIVOR 2（ダイナマイト・リン、ザ・USA 、カレン・ニールセン）

2009年
- クイーンズブレイド スパイラルカオス（イルマ）
- らき☆すた ネットアイドル・マイスター（宮河ひかげ）

2010年
- 戦場のヴァルキュリア2 ガリア王立士官学校（リコリス・ネルソン、イーディ・ネルソン）
- Memories Off ゆびきりの記憶（天川ちなつ）
- ゴッドイーター（プレイヤーボイス、アナグラのアナウンス）
- ゴッドイーター バースト（プレイヤーボイス、アナグラのアナウンス）

2011年
- クイーンズゲイト スパイラルカオス（イルマ）
- 戦場のヴァルキュリア3 -Unrecorded Chronicles-（イーディ・ネルソン、リコリス・ネルソン）

2012年
- イース セルセタの樹海（ニナ）
- 恋は校則に縛られない!（荻静佳）

2013年
- Wake Up, Girls! ステージの天使（桜井千明）
- ゴッドイーター2（プレイヤーボイス）
- 咲-Saki- 阿知賀編 episode of side-A Portable（白水哩）
- STORM LOVER 2nd（アンナ＝ツヴェルフ）
- チェインクロニクル（ギルドのまとめ役カノ）
- テイルズ オブ ハーツ R

2014年
- インフィニタ・ストラーダ（座敷童）
- カオス ヒーローズ オンライン（コポリ〈リ〉、ナーズ）

2015年
- 英雄伝説 空の軌跡 FC Evolution（アイナ）
- けものフレンズ（エゾヒグマ、オナガラケットハチドリ、ゴマバラワシ、ホッキョクオオカミ）
- ゴッドイーター リザレクション（プレイヤーボイス）
- 咲-Saki- 全国編（白水哩）

2016年
- イースVIII -Lacrimosa of DANA-（オルガ）
- ヴァルキリーコネクト（ヴァーリ、サーシャ、シエナ、スルーズ）
- けものフレンズ（クロクスクス）
- チェインクロニクルV〜絆の新大陸〜（イーディ、“いたずら妖精”スーパー32X）
- テイルズ オブ ベルセリア
- ドラゴンボールフュージョンズ

2018年
- ゴッドイーター3（プレイヤーボイス）
- 戦場のヴァルキュリア4（イーディ・ネルソン）※DLC追加キャラクター
- メモリーズオフ -Innocent Fille-（天川ちなつ）

2019年
- ヴァルキリーコネクト（道化師クラウン）
- クイーンズブレイド WHITE TRIANGLE（イルマ）
- 三国BASSA!!（賈ク、法正）

2020年
- OVERHIT（シオネ）

2021年
- けものフレンズ3（ホッキョクオオカミ）

2022年
- 東方ダンマクカグラ（エタニティラルバ）

### ドラマCD
時期不明
- 金色のコルダシリーズ（マロンの飼い主、柚木の取り巻き）
- はっぴぃセブン（通勤客、菊之介の母、パーク内アナウンス）
- テイルズ オブ シンフォニアシリーズ（宿屋のおかみ、レザレノ社員）

1998年
- 大正浪漫雑記帳

2003年
- 神・風（女子学生）

2004年
- カルマ13 ドラマCD〜カルマがいっぱい!?〜（松浦千津）
- キーリ（女子生徒、女性）

2005年
- 異界繁盛記 ひよこや商店（御休み処店員、舞妓C）
- サムライガン SOUND ACTION FILE『弾道 The Bullet on the roof』（ふじ）
- まんすりぃ 萌音（紅耀子）

2006年
- 終わりのクロニクル（Sf、美影）
- トランスフォーマー キスぷれ（李蛸焼）

2007年
- こゑこひ 〜あなたの声に恋してる〜『一番近くの恋』第一回 声優アワード 記念作品
- 年上ノ彼女（森野）
- ポーの一族 ドラマCD（ジェイン）
- ルーンファクトリー -新牧場物語- ザ・コンプリート サウンドトラック（ロゼッタ）

2008年
- クイーンズブレイド 美闘士列伝 古代王女の書（千変の刺客 メローナ）
- 隠の王 Vol.1、2（2008年 - 2009年、天立和穂）
- 美少女忍者 シャイニンガール!（柳生チナミ、シドウ）※コミックス1巻豪華版ドラマCD付
- らき☆すた ドラマCD（宮河ひかげ）

2009年
- 純愛特攻隊帳!（小牧由香里）
- TVアニメーション「戦場のヴァルキュリア」ドラマCD（イーディ・ネルソン）
- ドラマCD 女神異聞録デビルサバイバー（九頭竜天音〈アマネ〉）
- よくある話。（青田未央子）
- わがまま戦隊ブルームハート!（大地のばら）

2010年
- アルトネリコ3 世界終焉の引鉄は少女の詩が弾く sideフィンネル（プリシラ）
- 英雄伝説 空の軌跡 〜AC（アドバンスド・チャプター）〜（アイナ・ホールデン）
- ドラマCD 妄想少女（あさみ）

2011年
- GOSICK -ゴシック- 知恵の泉と独唱曲（アリエッタ）「花びらと梟」（セシル・ラフィット）

2014年
- 優しさと涙と（竹田澪）

2015年
- セガ・ハード・ガールズ ドラマCD「アイドルオーディション」（スーパー32X）

### ラジオドラマ
- VOMIC 明日泥棒（室井）
- トランスフォーマー キスぷれ（李蛸焼、グリット）
- 青山二丁目劇場
  - 真っ赤な友達（梅子）
  - 私立探偵ファニーさん（桃香）
  - おばあちゃんのタイムカプセル（道子）
  - カリスマ占い師マコ（マコ）
  - 引きこもりな私たち（夏川エミリ）
- 流星倶楽部 第1話 同窓会星団（2005年、看護士）
- ザ・ジョーカー（2007年、「ジョーカーの後悔」のカズキ）

### 吹き替え
- アメリカン・ラプソディ（パティ、クレア）
- ヴィジクル・シークレット（キャンディ）
- 警察署長ジェッシイ・ストーン 暗夜を渉る
- 恋のクリスマス大作戦
- ゴーストアビス（受付、ジョージア少女時代）
- ゴースト 〜天国からのささやき1#21（コーヒーショップの客）、#22（クリスティン・フィルバート）
- ゴースト 〜天国からのささやき2#22（クリスティン・フィルバート）
- ゴースト・フロム・ダークネス（男の子）
- コールドケース　迷宮事件簿3#17（アンディ・シモンズ）
- コナン&レッドソニア（女戦士）
- サヴァイビング・クリスマス（リサ、女の子）
- ジェイソンZ（シェリー、少女）
- スー・チー in ヴィジブル・シークレット
- スターズ&ロージズ（女性記者、視察団、フロント係）
- スペツナズ2（少年）
- スリーピー・ホロウ（メイシー）
- ボーン・スナッチャー（研究員）
- マッスルモンク（ラジオキャスター、男の子）
- メントーズ 世界の偉人たちからメッセージ（ブリン）
- ユーロトリップ（キャンディ）
- わんワンロード 全米横断5500キロの旅（エミー、ジェフ、エレン）※旧ソフト版

### ラジオ
※はインターネット配信。
- 純子と涼のアシタヘストライク!（2003年、文化放送）初代アシスタント
- ラジオどっとあい 鹿野優以の人生仁王立ち!（2005年、文化放送インターネットラジオ※）
- アクターズゲイト2+81（2005年 - 2006年、文化放送・BSQR489※）
- TOKYO→NIIGATA MUSIC CONVOY 火曜日（2005年11月担当、FM PORT）
- まるごとステーションpresents ハイブリッドJAM（2005年 - 2006年、文化放送）
- おしゃべりやってまーす 水曜日（2005年 - 2008年、K'z Station※）
- 集まれ昌鹿野編集部（2006年 - 2015年、ラジオ関西）
- すももらじお（2006年 - 2007年、BEAT☆Net Radio!※、ランティスウェブラジオ※）
- トランスフォーマー キスぷれ TF情報局（2006年 - 2007年、文化放送）
- シャイニンガールれいでぃお 小町の茶飲み話（2006年 - 2009年、ウェブラジオ[Listen Japan / ユービック]※）※シャイニンガールズ5名(後6名)から2 - 3名が隔週ランダムで出演
- アキバチック天国（2006年 - 2007年、栃木放送・ランティスウェブラジオ※）
  - アキバチック天国・スーパー（2007年 - 2010年、超!A&G+※、栃木放送、ランティスウェブラジオ※）
- おしゃべりやってまーす 土曜日（2008年 - 2009年、K'z Station※）
  - おしゃべりやってまーす 第4放送（2009年 - 2011年、K'z Station※）
- 戦場のヴァルキュリア GBS第7小隊分局（2009年、アニメイトTV※）
- 鹿野優以と原嶋あかりのケータイ大作戦！（2010年 - 2011年、携帯サイトkoe☆moe※）
- A&G Girls Project Trefle（2013年 - 2015年、超!A&G+※）
- ちなつとまひろのメモオフラジオ!〜ふたりで風流庵〜（2013年、音泉※）
- セハガールのハードなSEGA情報RADIO「セハラジ」（2015年、超A&G+※）

#### ラジオCD
- すももらじお 銀鱈の乱～地上最強のヨメ対決勃発！～（2007年5月9日）
- 純子と涼のアシタヘストライク! FANDISK CD+DVD

アシアシストライクに出演。
- すももらじお CDスペシャル 〜史上最強の嫁は誰だ!!〜
- DJCD「戦場のヴァルキュリア」GBS第7小隊分局
- 集まれ昌鹿野編集部 DJCD vol.1 - 5
- 集まれ昌鹿野編集部 集まれ昌鹿野大全集1〜13
- アニたまどっとコム presents 真夏のリレートークCD

### パチスロ・パチンコ
- アカネ55（2008年、相沢アカネ）
- CR私立!戦国学園（2009年、真田雪村）
- CRアラビアンラッシュ（2011年、アリシア）
- パチスロ クイーンズブレイド 流浪の戦士（2012年、イルマ[38]）
- パチスロ クイーンズブレイドII 玉座を継ぐ者（2013年、イルマ）

### CM
- ツクイ（介護事業社 ラジオCM）
- アキレス 瞬足（あおい）

### ナレーション
- アニぱら
- キッズ×2 TV
- クリック!（コーナーナレーション）
- KCCショッピング
- Goro's Bar Presents マイ・フェア・レディ
- ZIP!（川柳女子）
- 別冊アサ秘ジャーナル
- リンカーン（コーナーナレーション）
- 携帯総合サイト アニぱら★（CMナレーション）
- JAL旅ウォーク（国内線上り便、機内放送）
- 男子視聴禁止（BS-TBS、2016年4月-）
- 燈の守り人 灯台音声ガイド 徳島県阿南市 蒲生田岬灯台（2022年、ナビゲーター）[39]

### ボイスオーバー
- アッコにおまかせ
- A
- NHKスペシャル
- 学校へ行こう!MAX
- クローズアップ現代
- サウンド・オブ・ミュージックの旅
- 地球データマップ
- 謎を解け!まさかのミステリー
- 美の巨人たち
- ポカポカ地球家族

### テレビ番組
※はインターネット配信。
- ありコンKIN（2011年、ナマコマ※）MC
- 浅野先生とナース鹿野のぶっちゃけホスピタル（2011年9月 - 2012年3月、PigooHD・エンタ!371）
- Trefle-TV（2015年10月※）不定期更新

#### 映画
- いつかA列車に乗って（2003年、多香美）

#### オリジナルビデオ
- 萌えキュン@MOVIE 猫耳少女キキ（2006年、猫耳少女キキ、天使）

#### 映像商品
- ファミ通WaveDVD ゆんゆん・博士のおでとも研究所（2006年8月号 - 2007年1月号）
- あしたをつかめ 平成若者仕事図鑑 声優 この声でチャンスをつかみたい!（2006年）
- ハンター日誌2（シフォン） ファミ通WaveDVD連載ドラマ全6回90分（モンスターハンターポータブル 2nd Rookie's Guide 2にすべて収録）
- 小野坂シェフのきまぐれクッキング（アニたまSHOP特典DVD）
- すもももももも〜地上最強のヨメ〜 DVD第9巻（映像特典：DVD第1巻発売記念トークショー）
- 百歌SAY!RUN!2010
- 戦場のヴァルキュリア全9巻（映像特典の「ラジオGBS突撃レポート」のコーナーに出演）
- 浅野先生とナース鹿野のぶっちゃけホスピタル File.1、2（2012年）

### 舞台
- クマの湯おけ! 東京ドームへの道 第2章〜ブラッツの湯〜『GONG!』（2016年2月27日、THEATER BRATS）
- 放課後に星はみえるか（2017年2月15日-20日、中野・テアトルBONBON）
- 劇団ガソリーナ・リーディング公演『ファンレターズ』（2017年6月15日・17日、新宿シアターミラクル）
- LIBERALプロデュース公演『飯田家の最期』（2019年11月14日-17日、荻窪小劇場）

### その他コンテンツ
- アプリ「美声時計」（2010年）
- サウンドショコラ（店頭用VP、ナレーション）
- フラッシュノベル「New Space Order -Link of Life-」（2007年、リック）
- 声優チャット
- 小さな旅「忘れられないわたしの旅」（朗読）
- すき☆こえ
- 美少女が教える日本史 古代〜近世（学研教育出版）
- 保育のひろば（顔出し・モデル）
- ボイスドラマ「燈の守り人～幻想夜話～」（2022年、蒲生田岬灯台[39]）

## ディスコグラフィ

### キャラクターソング
| 発売日   | 商品名                                                                         | 歌 | 楽曲                                                     | 備考                                                            |
| 2004年   | 2004年                                                                         | 2004年 | 2004年                                                   | 2004年                                                          |
| -------- | ------------------------------------------------------------------------------ | --- | -------------------------------------------------------- | --------------------------------------------------------------- |
| 5月23日  | カルマ13 ドラマCD〜カルマがいっぱい!?〜                                        | 生爪少女合唱団'04（鹿野優以、彩月望恵、里見はるか、谷口恵美、土谷麻貴、三澤恵巨、三浦ユノ） | 「静生爪学園校歌〜愛ゆえに気高く〜」                     | ドラマCD『カルマ13』関連曲                                      |
| 2005年   |                                                                                | |                                                          |                                                                 |
| 5月23日  | まんすりぃ 萌音 ぼーかるこれくしょん vol.1                                     | 紅耀子（鹿野優以） | 「今すぐKiss me」                                        | ドラマCD『萌音』関連曲                                          |
| 7月22日  | 卒業・攻略法2005                                                               | 新井勝美（吉原ナツキ）、加藤結夏（鹿野優以）、志村もこ（こやまきみこ）、高城レイカ（植田佳奈）、中本梓（鎌田梢） | 「卒業・攻略法2005」                                     | ゲーム『卒業 Next Graduation』オープニングテーマ                |
| 7月22日  | 卒業・攻略法2005                                                               | 新井勝美（吉原ナツキ）、加藤結夏（鹿野優以）、志村もこ（こやまきみこ）、高城レイカ（植田佳奈）、中本梓（鎌田梢） | 「清華女子中学校 校歌」                                  | ゲーム『卒業 Next Graduation』エンディングテーマ                |
| 2006年   |                                                                                | |                                                          |                                                                 |
| 2月22日  | まんすりぃ 萌音 ぼーかるこれくしょん vol.2                                     | 紅耀子（鹿野優以） | 「そばかす」                                             | ドラマCD『萌音』関連曲                                          |
| 2月22日  | まんすりぃ 萌音 ぼーかるこれくしょん vol.2                                     | 紅耀子（鹿野優以）、ヨン・ソニ（大河内雅子）、犬塚あこ（あこ）、古葉均（高橋裕吾） | 「翼をください」                                         | ドラマCD『萌音』関連曲                                          |
| 6月7日   | ひまわりっ! キャラクターボーカルアルバム〜霞の里唄祭りっ!                      | ゆすら（中田あさみ）、モモ太（鹿野優以） | 「アニマル日和」                                         | テレビアニメ『ひまわりっ!』関連曲                               |
| 12月21日 | Sumomomo,momomo CHARACTER SONG CD                                              | 九頭竜もも子（鹿野優以） | 「実力あいあい」                                         | テレビアニメ『すもももももも〜地上最強のヨメ〜』関連曲          |
| 2007年   |                                                                                | |                                                          |                                                                 |
| 3月21日  | Sumomomo,momomo CHARACTER SONG CD 2                                            | 九頭竜もも子（鹿野優以）、巳屋本いろは（宮崎羽衣）、中慈馬早苗（平野綾） | 「ミツドモエモーション」                                 | テレビアニメ『すもももももも〜地上最強のヨメ〜』関連曲          |
| 6月27日  | Sumomomo,momomo CHARACTER SONG CD 3                                            | 九頭竜もも子（鹿野優以）、巳屋本いろは（宮崎羽衣）、中慈馬早苗（平野綾） | 「最強○×計画」                                           | テレビアニメ『すもももももも〜地上最強のヨメ〜』関連曲          |
| 6月27日  | Sumomomo,momomo CHARACTER SONG CD 3                                            | 九頭竜もも子（鹿野優以）、犬塚孝士（高橋広樹）、巳屋本いろは（宮崎羽衣）、中慈馬早苗（平野綾） | 「Big Smile Days◎」                                      | テレビアニメ『すもももももも〜地上最強のヨメ〜』関連曲          |
| 6月27日  | Sumomomo,momomo CHARACTER SONG CD 3                                            | 九頭竜もも子（鹿野優以） | 「鱈のムニエルとわたし」                                 | テレビアニメ『すもももももも〜地上最強のヨメ〜』関連曲          |
| 8月8日   | トランスフォーマー コンピレーション・ソングBOX                                 | りりあん、明坂聡美、鹿野優以 | 「TRANSFORMER〜トランスフォーマー〜 キスぷれバージョン」 |                                                                 |
| 2008年   |                                                                                | |                                                          |                                                                 |
| 1月12日  | よろしく☆シャイ忍ガール!/ring my bell!                                         | シャイニンガールズ | 「よろしく☆シャイ忍ガール」                              | ボイスドラマ『美少女忍者 シャイニンガール!』オープニングテーマ  |
| 1月12日  | よろしく☆シャイ忍ガール!/ring my bell!                                         | シャイニンガールズ | 「ring my bell!」                                        | 同作のエンディングテーマ                                        |
| 2009年   |                                                                                | |                                                          |                                                                 |
| 5月1日   | ドラマCD「わがまま戦隊ブルームハート!」                                        | ブルームハート | 「咲き誇れ!ブルームハート!」                             | ドラマCD『わがまま戦隊ブルームハート!』主題歌                   |
| 5月1日   | ドラマCD「わがまま戦隊ブルームハート!」                                        | レッドローズ（鹿野優以） | 「Don’t Stop Rose of Justice」                           | 同作の関連曲                                                    |
| 2010年   |                                                                                | |                                                          |                                                                 |
| 4月21日  | 戦場のヴァルキュリア ソングコレクション                                        | イーディ・ネルソン（鹿野優以）、ホーマー・ピエローニ（庄司宇芽香） | 「ツインテール☆恋してる!?」                              | テレビアニメ『戦場のヴァルキュリア』関連曲                      |
| 8月25日  | クイーンズブレイド 美しき闘士たち「信義!エリナ揺るぎなき絆」【初回生産特典CD】 | エリナ（水橋かおり）、レイナ（川澄綾子）、アイリ（伊藤かな恵）、アレイン（喜多村英梨）、イルマ（鹿野優以）、エキドナ（甲斐田ゆき）、カトレア（柚木涼香）、クローデット（田中敦子）、シズカ（生天目仁美）、ナナエル（平野綾）、セトラ（立木文彦）、トモエ（能登麻美子）、ニクス（田中理恵）、ノワ（高橋美佳子）、メルファ（大原さやか）、ユーミル（齋藤彩夏）、メローナ＆ラナ（釘宮理恵）、リスティ（甲斐田裕子）、アルドラ（竹内美優）、メナス（後藤邑子） | 「美闘士カーニバル〜たおれる時は前向きに〜 cheio:full」  | OVA『クイーンズブレイド 美しき闘士たち』エンディングテーマ      |
| 8月25日  | クイーンズブレイド 美しき闘士たち「信義!エリナ揺るぎなき絆」【初回生産特典CD】 | エリナ、レイナ、アイリ、アレイン、イルマ（鹿野優以）、エキドナ、カトレア、クローデット、シズカ、セトラ、トモエ、ニクス、ノワ、メルファ、ユーミル、ラナ、リスティ | 「美闘士カーニバル〜たおれる時は前向きに〜 um:1」        | OVA『クイーンズブレイド 美しき闘士たち』第1話エンディングテーマ |
| 9月22日  | クイーンズブレイド 美しき闘士たち「愛惜!アレイン千年の別れ」【初回生産特典CD】 | アレイン、ノワ、ニクス、アイリ、イルマ（鹿野優以）、エキドナ、エリナ、カトレア、クローデット、シズカ、セトラ、トモエ、メルファ、ユーミル、ラナ、リスティ、レイナ | 「美闘士カーニバル〜たおれる時は前向きに〜 dois:2」      | OVA『クイーンズブレイド 美しき闘士たち』第2話エンディングテーマ |
| 10月22日 | クイーンズブレイド 美しき闘士たち「憂鬱!アイリの二心」【初回生産特典CD】       | アイリ、メローナ＆ラナ、メルファ、アレイン、イルマ（鹿野優以）、エキドナ、エリナ、カトレア、クローデット、シズカ、セトラ、トモエ、ニクス、ノワ、ユーミル、リスティ、レイナ | 「美闘士カーニバル〜たおれる時は前向きに〜 tres:3」      | OVA『クイーンズブレイド 美しき闘士たち』第3話エンディングテーマ |

### その他参加作品
| 発売日         | 商品名                        | 歌                       | 楽曲 | 備考                                           |
| -------------- | ----------------------------- | ------------------------ | --- | ---------------------------------------------- |
| 2007年10月3日  | 百歌声爛 女性声優編           | 鹿野優以                 | 「ゆずれない願い」 「ミラクル・ガール」 「はいからさんが通る」 「じゃじゃ馬にさせないで」 「銀河鉄道999」 「鉄人28号」 「デリケートに好きして」 「ふられ気分でRock'n Roll」 「悲しみよこんにちは」 「檄!帝国華撃団」 |                                                |
| 2008年12月17日 | 君にエールを!                 | 鹿野優以 feat.小野坂昌也 | 「君にエールを」 | ラジオ『集まれ昌鹿野編集部』オープニングテーマ |
| 2008年12月17日 | 君にエールを!                 | 鹿野優以 feat.小野坂昌也 | 「笑える時間」 | ラジオ『集まれ昌鹿野編集部』エンディングテーマ |
| 2011年11月3日  | 集まれ昌鹿野編集部 DJCD vol.4 | 鹿野優以                 | 「おぱーい!〜鹿野優以のテーマ〜」 |                                                |
| 2013年1月30日  | 集まれ昌鹿野編集部 DJCD vol.5 | 鹿野優以                 | 「ファイナルアンサー」 |                                                |